# Max Pickel
Max Pickel (* 11. April 1884 in Nürnberg; † 24. September 1976 in Lauter/Sa.) war ein deutscher Lehrer und Scherenschnittkünstler.

## Leben
Der aus Franken stammende Pickel besuchte die Schule in Stollberg/Erzgeb. Nach Absolvieren des Lehrerseminars in Schneeberg wurde er 1904 Lehrer im erzgebirgischen Lauter. Seine Fächer waren Zeichnen, Werken und Deutsch. Von 1945 bis 1949 stand er der dortigen Schule als Rektor vor. 1953 trat er, nach 50 Jahren Schuldienst, in den Ruhestand ein. 
In seiner Freizeit widmete er sich dem Scherenschnitt. Er hinterließ zahlreiche künstlerische Scherenschnitte, die heute zum Teil im Museum Erzgebirgisches Eisen und Zinn in Schwarzenberg/Erzgeb. aufbewahrt werden. Am bekanntesten wurde seine 1960 entstandene 14-teilige Reihe zum Heilig-Ohmd-Lied, die 1978 im Verlag Bild und Heimat Reichenbach (Vogtl.) als Ansichtspostkarten erschienen und 1983 aufgrund großer Nachfrage neu aufgelegt worden sind. 
Max Pickel war mit Anna Mathilde Günther (* 3. April 1884; † 24. September 1976 in Lauter/Sa) verheiratet. Die beiden hatten eine Tochter Annamarie Pickel, ihr Spitzname war auch Pickel-Mieze (* 21. März 1909 in Lauter/Sa.; † 21. Juli 2002 als Annemarie Scholze, geb. Pickel in Kempten/Allgäu).

## Werke (Auswahl)
- Die weitberühmte Bergparade zum Schneeberger Streittag. Scherenschnitte von Max Pickel mit einem Gedicht von Kurt Arnold Findeisen und einer fachmännischen Einführung von Siegfried Sieber, Ebersbach: Oberlausitzer Kunstverlag Christian Schubert (1956).